# 馬格達·卡贊迦
馬格達·卡贊迦（1991年5月28日—）是一名安哥拉手球運動員，曾代表國家參加2012年倫敦奧運的女子手球比賽，並未獲得獎牌。